# پدر مجرد
پدر مجرد یک فیلم کمدی رمانتیک تلویزیونی محصول سال ۱۳۸۹ به کارگردانی بیژن شیرمرز، نویسندگی بیژن شیرمرز، نوری ایزدی و تهیه‌کنندگی آمنه بشیری می‌باشد که از شبکه نمایش خانگی پخش شد.

## خلاصه داستان
داستان فرنوش دختری را روایت می‌کند که پس از مرگ مادرش راضی به ازدواج مجدد پدر خود نیست.

## بازیگران
- پویا امینی
- بهرام شاه‌محمدلو
- بهار نوحیان
- یلدا قشقایی
- آتش تقی‌پور

## عوامل تولید
- کارگردان: بیژن شیرمرز
- نویسنده فیلمنامه: آزیتا بشیری
- تهیه‌کننده: آمنه بشیری
- تدوین و صداگذاری: جهان آذری
- موسیقی متن: سید احمد میرمعصومی
- مدیرتصویربرداری: احمد احمدی
- صدابردار: سیامک نیازی
- طراح صحنه و لباس: امید مظاهری
- طراح گریم: پدرام زرگر
- گروه تولید: سعید بابایی، قربان صادقی
- دستیار اول کارگردان: رضا خمسه
- مدیر برنامه‌ریزی: حمید الیاسی
- دستیار دوم کارگردان: فؤاد خراباتی
- منشی صحنه: اکرم گودرزی
- عکاس و فیلمبردار پشت صحنه: دلاور دوستانیان-فرزانه دوستانیان